# Список участников группы Dropkick Murphys
Участники Dropkick Murphys
Dropkick Murphys (произносится [ˈdrɒpkɪk ˈmɜːfɪz]) — американская кельтик-панк-группа, основанная в 1996 году Майком Макколганом, Кеном Кейси и Риком Бартоном в Бостоне, Массачусетс. На творчество группы повлияли коллективы: The Clash, Swingin’ Utters, The Pogues, AC/DC, и Stiff Little Fingers. Бывшими участниками Dropkick Murphys были образованы многие другие известные группы.
Почти все участники Dropkick Murphys имеют ирландские корни, чтут культурные и исторические традиции ирландского народа: музыканты записали несколько традиционных ирландских песен и ежегодно выступает в Бостоне на национальном празднике Дне святого Патрика.
В первый состав группы вошли Майк Макколган (вокал), Кен Кейси (бас-гитара) и Рик Бартон (гитара). Позднее в состав в качестве барабанщика был принят Мэтт Келли (до этого барабанщики часто менялись). После выпуска лонгплея Do or Die, выпущенногов 1998 году, состав команды покинул Майк Макколган, позднее основавший стрит-панк-группу Street Dogs. На место вокалиста был принят бывший участник панк-коллектива The Bruisers Эл Барр. В новом составе в 1999 году музыканты выпустили второй альбом The Gang’s All Here. Это был последний студийный альбом записанный в составе квартета. В 2000 году коллектив покинул Рик Бартон, на место которого был взят Марк Оррелл. Помимо него в состав Dropkick Murphys вступили: Райан Фолц (мандолина, флейта), Джеймс Линч (гитара) и Робби «Спайси Макхаггис» Медериос (волынка), образовав септет. В таком составе группа в 2001 году записала и выпустила свой третий студийный альбом Sing Loud, Sing Proud!. Приглашёнными гостями для записи пластинки стали Шейн Макгован (The Pogues) и Колин Макфаулл (Cock Sparrer). В 2003 году группа выпустила альбом Blackout. В этом же году группу покинули Райан Фолц и Спайси Макхаггис. Им на замену были приняты Тим Бреннан (мандолина, акустическая гитара) и Джеймс «Скраффи» Уоллес (волынка). В новом составе группа выпустила два студийных альбома: The Warrior’s Code в 2005 году и The Meanest of Times в 2007 году. В 2008 году из коллектива ушёл гитарист Марк Оррелл, место которого занял Тим Бреннан, а на место Бреннана, ранее играющего на мандолине пришёл Джефф Дароса, с которым в 2011 музыкантами был выпущен седьмой альбом Going Out in Style.

## Участники группы

### Нынешние
| Фото                   | Имя                   | Годы                      | Инструменты                                                               | Участие в релизах                                                                                                   |
| ---------------------- | --------------------- | ------------------------- | ------------------------------------------------------------------------- | --- |
| Ken Casey              | Кен Кейси             | с 1996 по настоящее время | бас-гитара, лид-вокал                                                     | Все релизы Dropkick Murphys                                                                                         |
| Al Barr                | Эл Барр               | с 1998 по настоящее время | лид-вокал                                                                 | The Gang’s All Here, Sing Loud, Sing Proud!, Blackout, The Warrior’s Code, The Meanest of Times, Going Out in Style |
| Matt Kelly             | Мэтт Келли            | с 1997 по настоящее время | ударные, бойран                                                           | Все релизы Dropkick Murphys                                                                                         |
| James Lynch            | Джеймс Линч           | с 2001 по настоящее время | гитара                                                                    | Sing Loud, Sing Proud!, Blackout, The Warrior’s Code, The Meanest of Times, Going Out in Style                      |
| Tim Brennan            | Тим Бреннан           | с 2001 по настоящее время | гитара, аккордеон                                                         | The Warrior’s Code, The Meanest of Times, Going Out in Style                                                        |
| Josh «Scruffy» Wallace | Джош «Скраффи» Уоллес | с 2003 по настоящее время | волынка, вистл                                                            | The Warrior’s Code, The Meanest of Times, Going Out in Style                                                        |
| Jeff DaRosa            | Джефф Дароса          | с 2008 по настоящее время | акустическая гитара, банджо, бузуки, клавишные, мандолина, свисток, орган | Going Out in Style                                                                                                  |

### Бывшие
| Фото          | Имя                               | Годы           | Инструменты                   | Участие в релизах                                    |
| ------------- | --------------------------------- | -------------- | ----------------------------- | ---------------------------------------------------- |
| Mike McColgan | Майк Макколган                    | с 1996 по 1998 | лид-вокал                     | Do or Die                                            |
| Marc Orrell   | Марк Оррелл                       | с 2000 по 2008 | гитара, аккордеон, фортепьяно | Sing Loud, Sing Proud!, Blackout, The Warrior’s Code |
| Replace       | Робби «Спайси Макхаггис» Медериос | с 2000 по 2003 | волынка                       | Sing Loud, Sing Proud!                               |
| Replace       | Райан Фолц                        | с 2000 по 2003 | мандолина, вистл              | Sing Loud, Sing Proud!, Blackout                     |
| Replace       | Джефф Эрна                        | с 1996 по 1997 | ударные                       | Не принимал участия                                  |
| Replace       | Рик Бартон                        | с 1996 по 2000 | гитара                        | Do or Die, The Gang’s All Here                       |

## Приглашённые музыканты
| Фото              | Имя              | Группа         | Песня                | Год  | Участие в релизах      |
| ----------------- | ---------------- | -------------- | -------------------- | ---- | ---------------------- |
| Shane MacGowan    | Шейн Макгован    | The Pogues     | Good Rats            | 2001 | Sing Loud, Sing Proud! |
| Replace           | Колин Макфаул    | Cock Sparrer   | Fortunes of War      | 2001 | Sing Loud, Sing Proud! |
|                   | Спайдер Стейси   | The Pogues     | (F)lannigan’s Ball   | 2007 | The Meanest of Times   |
| Ronnie Drew       | Ронни Дрю        | The Dubliners  | (F)lannigan’s Ball   | 2007 | The Meanest of Times   |
| Lars Frederiksen  | Ларс Фредериксен | Rancid         | Skinhead on the MBTA | 1998 | Do or Die              |
| Bruce Springsteen | Брюс Спрингстин  | E-Street Band  | Peg o’ My Heart      | 2011 | Going Out in Style     |
| Fat Mike          | Фэт Майк         | NOFX           | Going Out in Style   | 2011 | Going Out in Style     |
| Chris Cheney      | Крис Чини        | The Living End | Going Out in Style   | 2011 | Going Out in Style     |
| Replace           | Стефани Догерти  | Deadly Sins    | The Dirty Glass      | 2003 | Blackout               |